# Nukleon

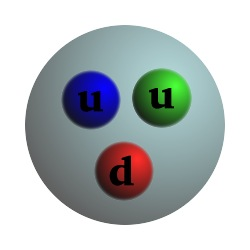
A proton kvarkszerkezete

A nukleon az atommagot alkotó részecskék: a neutron és a proton közös neve. Az atommagban az erős kölcsönhatás tartja össze őket. Nagyjából egyforma tömegűek és átmérőjűek. Az atom tömegének döntő részét a nukleonok adják, az atom tömegszáma emiatt a nukleonok számával egyezik. A nukleonok barionok. Az 1960-as évekig elemi részecskének gondolták őket, ekkoriban a közöttük ható kölcsönhatással definiálták az erős kölcsönhatást. Ma már tudjuk, hogy összetett részecskék, kvarkokból és gluonokból épülnek fel. A nukleonok tulajdonságainak megértése a kvantum-színdinamika egyik fő célja.

## Proton
A proton a legkönnyebb barion és stabilitása a barionszám megmaradásának mértéke. A proton élettartama így erős kényszert ró ki az olyan spekulatív elméletekre, amelyek megpróbálják kiterjeszteni a részecskefizika standard modelljét.
Spinje és paritása 1/2+, töltése +1, tömege 938 MeV. A proton a hidrogén atommagja. Mágneses momentuma 2,79 magmagneton. Elektromos dipól momentuma nullával konzisztens, felső határa 0.,4·10−23 e-cm. A töltéssugarát – ami 0.870 fm – főleg rugalmas elektron-proton szórással szokás mérni.
Néhány nagy egyesített elméletben bomolhat. Felezési idejének jelenlegi alsó határa 2,1·1029 (kétszáztíz kvadrilliárd) év. Bizonyos bomlási módokra (antilepton vagy lepton és egy mezon) a határ gyakran jobb, mint 1032 (száz kvintillió) év. A protont ezért stabil részecskének tekintjük, és a barionszámot megmaradó mennyiségnek.

### Protonszórás
A protonszórással kapcsolatos kutatások a nagy energiájú fizikai átalakulások egyik központi témája lett az utóbb időkben. Nem csupán az egyes jelenségek jobb megértéséhez vezethetnek, hanem a természeti erők alapvető tulajdonságainak mélyebb megismerésének alapját képezhetik. A protonok és neutronok barionszáma 1, elvileg a természetben ez számít a legkisebb egységnek. A proton – mivel valamivel könnyebb mint a neutron (a tömegkülönbség 0,14 %-a a proton tömegének, amely megakadályozza a proton bomlását. Ezen jelenség járul hozzá a világegyetem jelenlegi működésének fenntartásához. Egyéb esetben a hidrogén stabilitása felborulna, vagy pedig a proton befogná az elektront és neutronná alakulna át. 
A barion szám ugyanakkor csak egy a standard modell egy véletlenszerűen megállapított szimmetria. Mivel nem fundamentális jellegű, a modell bármely kiterjesztése során sérülhet. Ha a barionszám konzervatív jellege sérülne, a proton számos módon bomlást szenvedhetne, például a 
{\displaystyle p^{+}\rightarrow e^{+}\ \pi ^{-}\qquad vagy\qquad p^{+}\rightarrow e^{+}\ \gamma }reakciók során.

## Neutron
A neutron semleges, spinje és paritása 1/2+, tömege 940 MeV. Élettartamának legprecízebb mérései különféle csapdákból és nyalábmérésekből származik. Élettartama 886 s. Gyenge kölcsönhatással bomlik:
{\displaystyle n\to p+e+{\overline {\nu }}_{e}}
Mágneses momentuma -1,91 magmagneton. Az erős kölcsönhatásnak mind az időtükrözési, mind a paritás invarianciája miatt a neutron elektromos dipólmomentumának nullának kell lennie. A mérések csak egy felső határértéket állítottak fel: 0,63×10·10−23 e-cm. A négyzetes töltéssugarát alacsony energiájú elektron-neutron szórással lehet mérni: -,.116 fm².
A barionszám-megmaradás sérülése a neutron és antineutron közötti oszcilláció megjelenéséhez vezethet, aminek során a barionszám két egységgel változna. Nukleáris reaktorokból származó szabad neutronok, valamint magokban kötött neutronok vizsgálatával egy oszcilláció periódusidejére alsó határul 1.3×108 másodperc, azaz mintegy 40 év adódott. A protonéhoz képest sokkal gyengébb határ a megfigyelés nehézségeivel magyarázható.

## Izospin
A proton és a neutron a töltésüktől eltekintve rendkívül hasonló tulajdonságokkal rendelkező részecskék. Heisenberg ezt megmagyarázandó bevezetett egy belső kvantumszámot, az izospint, ami az erős kölcsönhatás során megmaradó mennyiség. Az elektromágneses kölcsönhatás sérti, hiszen a két részecske töltése nem ugyanaz.
Miután két komplex állapotfüggvény közötti szimmetriával definiáljuk, ezért SU(2)-szimmetriáról van szó, amit SU(2)I-vel szoktunk jelölni. Az algebrája ugyanaz tehát, mint a spiné, a nevét erről kapta, de egyébként semmi köze hozzá.
Az izospin harmadik komponense (I3) jelenik meg a Gell-Mann-Nishijima összefüggésben, ami az elektromágneses kölcsönhatásban megmarad.
A gyenge kölcsönhatás nem őrzi meg sem az izospint, sem a harmadik komponensét.

## Antinukleonok
A CPT-szimmetria nagyon szoros feltételt szab a részecskék és antirészecskék tulajdonságainak kapcsolatára. Például a töltésnek és minden töltésjellegű kvantumszámnak (például barionszám) a -1-szeresüknek kell lenniük a megfelelő antirészecskékre (protonra ezt 10−8 pontosságig ellenőrizték). A tömegük (proton-antiproton) egyenlőségét is 10−8 pontossággal igazolták. Antiprotonokat Penning-csapdában tartva a töltés-tömeg hányadosuk egyenlőségét 90·10−12 pontossággal tesztelték. A mágneses momentumok összehasonlítása (ezek ellentétes előjelűek) 8·10−3 magmagneton pontossággal sikerült. A neutron-antineutron rendszerre a tömegek 9·10−5 pontossággal ugyanazok.